# トモツメグモ属
トモツメグモ属（トモツメグモぞく、Homalonychus Marx）は、クモ類の分類群の一つで、砂地に生息する中程度の大きさのクモで、生きているときは全身砂まみれになっている。世界で北アメリカ西部に2種のみ知られ、この1属で独自の科、トモツメグモ科 Homalonychidaeを構成する。

## 特徴
成体の体長は雄で6.5 – 9mm、雌では7 – 12.8mmほどのクモ類。背甲では頭部が幅狭く、胸部とはっきり区別出来る。中窩は縦向きで深い。胸部は後ろが丸みを帯び、中窩の位置でもっとも幅広くなっており、また上向きに盛り上がっている。
眼は8眼で、どれも2次眼であり、カヌー形のタペータムとなっている。前列眼の幅は後列のほぼ2/3で、前列はほぼ真っ直ぐ、後列は強く後ろに曲がる（側眼が中眼より後ろ）。最も小さいのが前中眼で、後列眼はそれぞれほぼ同大で、どれも前中眼よりやや大きく、一番大きいのは後中眼である。
頭部は高く盛り上がり、前眼列の幅の3ないし4倍。大顎は棘が多く、小さくて真っ直ぐに伸びている。縁は滑らかで、前の縁は2本の竜骨が盛り上がり、小さな溝を作る。ただし64倍にしてようやく見て取れる程度で、基部側では大きい。牙は小さく、牙歯はない。下唇は長さより幅が大きく、先端は切り落とされたような形となっている。小顎は方形で斜めに切り取られた形となっており、強くまとまり、剛毛群がある。櫛状隆起はない。胸板はわずかだが幅より長さが勝り、前端は切り取られた形、後端は後脚の基節の間で狭まって丸くなって終わる。後脚の基節はその径の半分の幅で分かれる。
歩脚は雄の方が体に比して長い。歩脚はねじれており、第1脚の脛節はその腹面に3対の大きな棘がある。また第1脚の跗節にも2対がある。雌に於いては4対の脚はほぼ同じ長さであるが、第3脚が一番短い。雄では第1脚と第4脚がほぼ同長で長く、第2脚はやや短く、第3脚が一番短い。歩脚には多数の短くて太い剛毛が並び、その長さはおよそ0.25mmである。爪は2本で、その幅はその長さの全域で変わらず、また鋸歯はない。跗節には爪の他に末端毛束、それに補助的な数本の剛毛があり、このような爪周りの構成は他のクモでは見られないものである。
生体では、雄成体を除いて、通常は胴体と歩脚の表面が細かな土粒に被われている。雌と未成熟な雄に於いては、背甲や附属肢の表面は短くて表面に突起の多い毛、あるいは表面が軟毛に被われた毛によって密に被われている。また腹部と背甲には棘の集まった部分があり、この棘は様々な大きさで暗色の斑紋の上ではより密で暗色になっている。また背甲では棘はより長くて細く、毛状の棘が斑状になって後方の下降部にあり、普通は腹部の前端に隠れている。腹部の棘のある部分のいくつかはより長い棘があり、それらは平らになって刀にも似ている。肛丘には表面に毛の生えた羽毛状の毛に被われる。腹部にはそれに似た毛が散在している。成熟した雄は全体には似ているが背甲や歩脚に突起の多い棘を、一部を除いて欠く。
体色は、表皮は黄褐色で、大顎、胸板、口部、下唇、および頭部の側面はより暗色をしている。背甲には斑紋があり、普通は歩脚の位置に対応する背甲の縁に暗色の斑紋が出る。また前の方では頭部の区域に入り込むような位置に斑紋があり、後方では背甲が後端で下降する位置に出る。歩脚の腿節には背面に4つの黒い斑紋があり、基部の斑紋は三角形になっている。また末端の斑紋は不完全である。腿節の帯状斑は消えやすく、多くの標本でほぼ消えている。

## 習性
本属のクモは網を張らない徘徊性のクモである。たいていの場合、発見されるのは細かな砂や土の中であり、それも浮き石、板、あるいは落葉落枝の下の、である。彼らは雄成体以外は全身の体表にある棘に細かな土粒をくっつけることで周囲の環境に擬態している。
本属のクモは時として歩脚を大きく広げて少し砂の中に潜り込んだ姿で発見される。その姿はイトグモ科のヤリダマグモ属 Sicarius に似ており、ちなみにこのクモも体表に砂を付けて擬態する習性を持っている。特に獲物に対する選択制があるとは見えない。が、ハエやガを捉える機会があるようには思えない。脱皮殻は大きな岩の下面に張り付いて発見されるが、そのような場所で生きた個体が見つかったことはない。
未成熟な個体が周年に渡って見つかり、雌成体は12月から6月まで発見されるのに対し、雄個体の発見は記録が少なく、4月に集中している。雌雄共に10月にも見つかっている。成体は少なくとも2年の寿命を持っていることが知られている。
一般にクモは糸に頼って生きており、網を張るものはもちろん、網を張らないものでも移動の際には常に糸を引いて歩くもので、これをしおり糸と言うが、本属のクモはこのしおり糸をも引かないことが知られている。糸を用いるのは生殖時で、雄では精網を張るのに用い、雌では卵を糸で作られた卵嚢に収める。更に交接する際には雄は雌を糸でくるむようにする。
なお、この属の生態に関しては長らくほとんど知られてこず、Roth (1984) には卵嚢に関する記録が1つだけあるもきわめて不完全であることが記され、配偶行動などにも一切の記録はないとしている。ただし1種、H. theologus に関しては以下のように配偶行動などに関する報告が出ている (Domínguez & Jiménez 2005) 。

### 配偶行動など
本属の1種 H. theologus での観察では、配偶行動は三段階に分かれる。
交接前の段階：雄が雌に接近し、触肢を左右交互に太鼓を叩くように打ち付けつつ、雌の体に乗りかかろうとする。雌が拒否する場合、雌は雄に攻撃をかける。その場合、雄は両方の第1脚を交互に上下して基盤を叩くことで雌のご機嫌を取り、数歩動いては止まる。雄は雌の正面に出るまでにこの過程を繰り返して行う。
交接の段階：雌が受け入れた場合、雌はそのまま動かずにおり、雄は雌の上に乗り、雌の背甲を触肢で叩き、また第1脚で雌の腹部を叩く。この過程の間、雌は受動的な姿勢を保ち、その歩脚を体に引き寄せ、その膝節が背甲の上で互いに接するような形になる。雄は第3脚でそれを雌のその姿勢の維持を助け、基質上には第4脚のみが残る。そこで雄はすぐに回転を始め、糸の束を雌の膝節と脛節の周りに巻き付ける。うまく巻き付くと雄は雌の体の左か右に移動し、それが交接の位置になる。雄は右から右の触手を、左から左の触手を差し入れ、これを交互に数度行う。その際、雄は第2脚と第3脚を細かく震動させる。雄はその後に巻き付けた糸を垂下し、再度交接する。交接の終了には平均で3.6分かかった。
交接後の段階：交接が終了すると雄は素早く走ってその場を離れる。雌は数秒間はそのまま動かずにいるが、唐突に歩脚を持ち上げて広げて糸の輪を壊す。観察例の多くでは雌は歩脚から糸を取り除いてその部分をこすり取るようにした。一部の雌は以下に述べる Self-burying（自分で埋まる、の意） という行動を取った。

### 卵嚢の形成
1例だけだが卵嚢の形成が観察されている。まず雌は飼育容器の側壁に糸からできたシートを作り、その後に雌は砂粒を拾い上げてこのシートの縁に貼り付け、それはまるでカラーのようであった。これは糸疣によって行われた。雌はこうして作られる壁がドーム状になるまで作り上げる。それから雌は第1脚を内側の膜に当てて自らを支え、その体を垂直の姿勢にする。その姿勢で雌は砂粒と糸を追加する行動を続け、その後に雌自身がそうして出来た袋の中に潜り込み、34時間後に産卵し、雌は13時間ほど更にそこに滞在した後に脱出し、袋を閉じた。

### Self-burying
このクモは脱皮すると、全身を砂で覆うために触肢と第1脚を用いて砂質の基質をひっかき、砂粒を腹面後方へとはね飛ばし、それによって腹面側の地表に小さな空所を作る。それからクモは跳躍して自身の腹部を作られた空所に差し入れる。それからクモはひっくり返って腹部を上にして砂の上に寝転がる。そんな姿勢でクモはゆっくりと連続的にその体を左右にくねらせる。その後にクモは全ての歩脚を曲げ、膝節から跗節までを振る。最後にクモは跳ねて体を起こし、対角線の足を広げて前後に細かく揺さぶる。クモはこのような行動を繰り返す。これによってクモは全身が砂まみれとなる。たいていのクモはこれを二回繰り返した。このような行動は雄成体には見られず、4齢から雌の成体で見られた。
また飼育下ではどの齢のクモも砂に潜ることが観察された。その場合にはまずクモは前2対の歩脚で掻き立てて空所を作り、そこに体を伏せると今度は第4脚を用いて砂を掻き上げて全身を覆う。その後クモは全ての足を広げながら体を前後させ、全身が埋まるようにする。

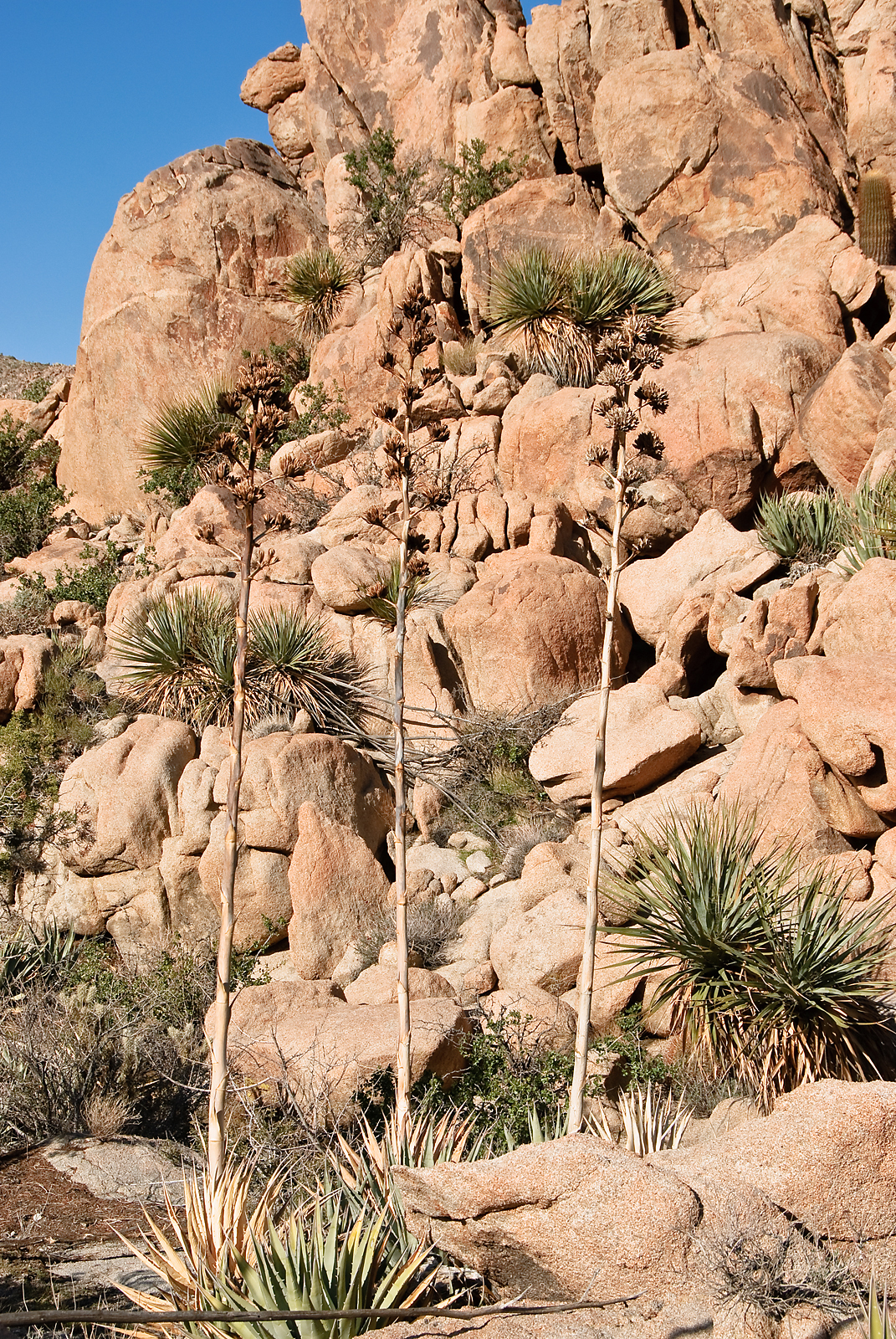
生息地の環境の一例
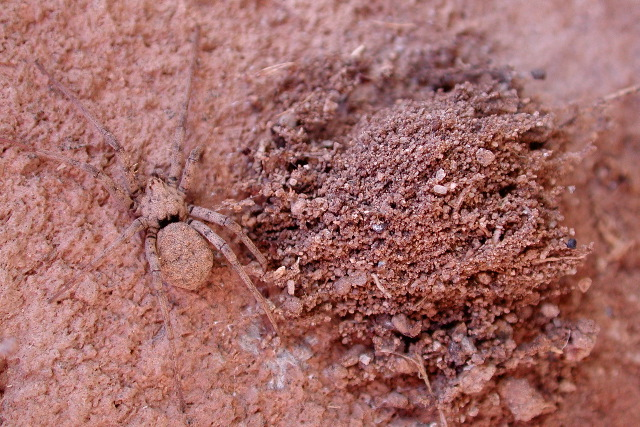
卵嚢と成体（種不詳）

## 分布と種
世界で北アメリカのみ、それもカリフォルニア半島近辺からメキシコ北西部に渡る砂漠的な地域にのみ分布している。2種あり、タイプ種の H. selenopioides が分布域の東半分に、もう1種 H. theologus が西半分に分布している。
これらの2種は主として交接器の形態（雄では触肢器官、雌では外雌器）で区別される。

## 分類
小野、緒方 (2018) に示されている分類体系ではクモ目クモ亜目クモ下目（いわゆる普通のクモ類はこれに含まれる）の下に単性域類と完性域類を置き、本属は後者に含まれる。この体系では完性域類の下にまずエグチグモ上科、アカクログモ上科を置き、それ以外を大きく3つに分けている。1つは『無篩板・3爪・空間造網性』で、ここにはコガネグモ上科が入る。3番目は『無篩板・狩猟性・2爪』で、それは更に2つの亜群に分けられている。2番目は『有篩板～無篩板・造網性～狩猟性・3～2爪』で、ここに本属が含まれる。これは群名がそうであるように、いかにも雑多なものが押し込まれている呈で、3つの上科が含まれる以外には24の科が並列されている。
プラトニック/西尾訳 (2020) では完性域類の下にRTA群（RTA-CLADE)という群を認め、本属はここに含まれている。この群の共通する特徴は雄の触肢の勁節に後側面勁節突起がある、という点であるとのこと。

### その経過
本科と他群との関係については長く議論の対象となっていた。本属のタイプ種を記載した際（1891年）、記載者であるMarx はその眼の配置や扁平な身体、それに顎に歯がないことからアシダカグモ科に近縁と考えた。もっとも彼が類似点を指摘した属は現在ではアワセグモ科とキシダグモ科に移っている。1893年にシモンは本属をホウシグモ科に移し、そこで本属のために亜科Homalonychiaeを立てた。1923年にはPetrunkevitch が、この亜科を科に格上げし、これがその後も継承されてきた。
1947年にはCapriacco がカニグモ科の属であるMegapyge を記載し、これが本属と類縁があるのでは、との指摘をした。1948年にはこの属を亜科Megapyginae を立て、これをトモツメグモ科に含めた。これは後にやはりカニグモ科に戻された。
クモ類の上科のレベルでの分類は長らく不安定で様々な説があったが、その中で本属は独立の科としてシボグモ科、キシダグモ科、ホウシグモ科などに寄せて扱われたが、安定した扱いはなかった。
なお、Domínguez & Jiménez (2005) は上記のような議論を踏まえた上で彼等が確認した配偶行動が系統を反映する可能性を挙げ、雌を糸で縛る習性の類似などがキシダグモ科に強い類縁性があることを示唆するものでのではないかと述べている。